# Rebutia friedrichiana

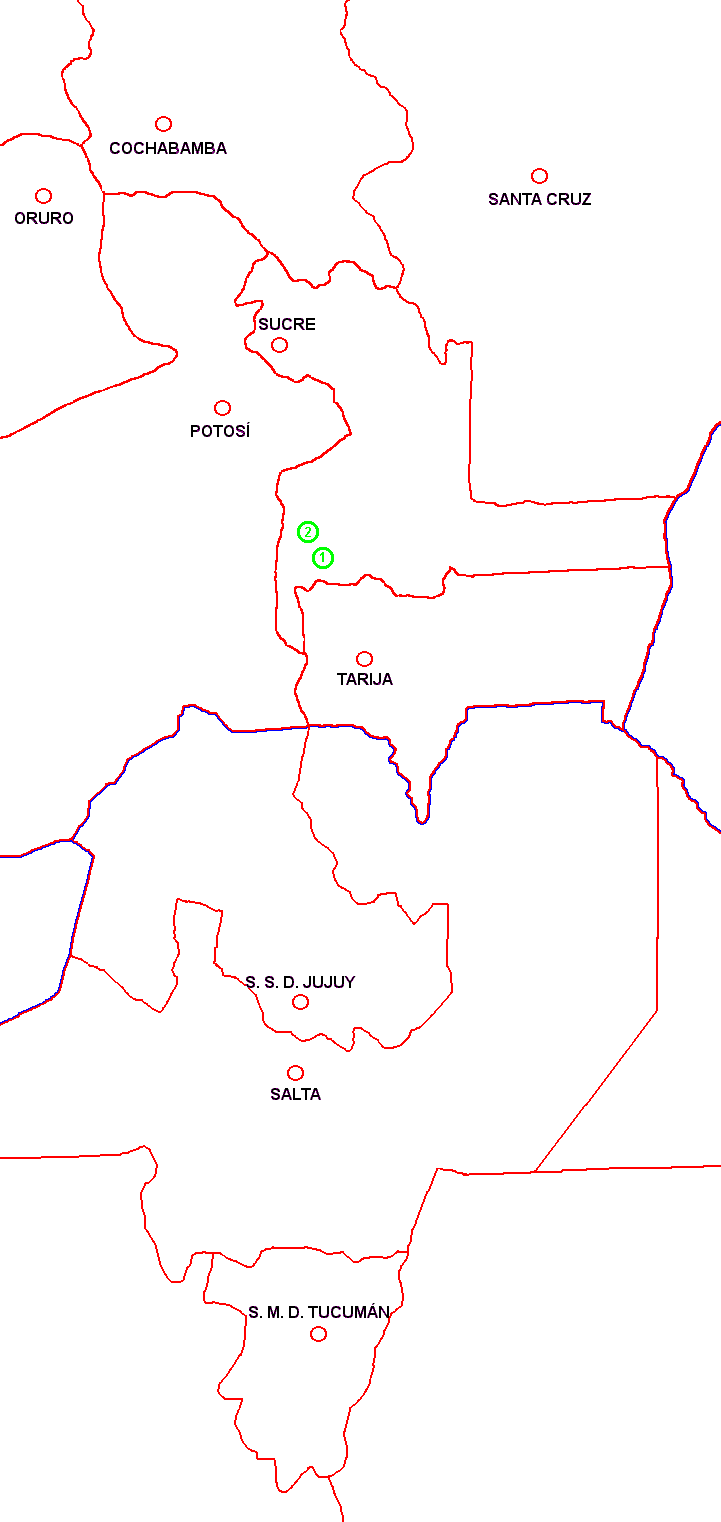
Mapa rozšíření R. friedrichiana

Rebutia friedrichiana je jedna z největších rostlin sekce Digitorebutia s nápadnými oranžově červenými květy. Pojmenována byla na počest dr. Heimo Friedricha, pěstitele a znalce kaktusů a přítele W. Rausche.

## Rebutia friedrichianaRausch
Rausch, Walter; Succulenta, 55: 103, 1976
Sekce Digitorebutia, řada Pygmaea
Synonyma: 
- Lobivia pygmaea (R. E. Fries) Backeb. var. friedrichiana (Rausch) Rausch, Lobivia 85, p. 116, 1987
- Rebutia pygmaea (R. E. Fries) Br. et R. var. friedrichiana (Rausch) Eriksson, Kaktus (Odense), 23: 81, 1988
- Rebutia odontopetala Ritter, Kakt. und and. Sukk., 28: 76, 1977

### Popis
Stonek jednotlivý nebo nepatrně odnožující, v kultuře až trsovitý, kulovitý, později protáhlý až sloupovitý, 20 - 40 mm široký, 30 - 50 mm vysoký, s poněkud sníženým temenem a silným, často vícedílným, 40 - 80 mm dlouhým řepovitým kořenem; pokožka tmavě zelená, na plném slunci se silným fialovým nádechem. Žeber 9 - 12, přímá nebo mírně šikmá, oddělená dosti hlubokými brázdami, v mládí rozložená do hrbolků, ve stáří dosti zřetelná, se zachovalou průběžnou bází, 3 - 5 mm vysoká, hrbolky 5 - 8 mm dlouhé a 3 - 5 mm široké; areoly oválné, až 2,5 mm dlouhé a 1,5 mm široké, se světle okrovou nebo bělavou vlnou. Okrajových trnů 10 - 16, jemné, přímé, bílé, později někdy až světle hnědé, převážně rovnoběžné s povrchem stonku, dlouhé 3 - 6 mm, postranní nejdelší, horní a dolní kratší; středové trny 0 - 3, málo odlišné, odstávající.
Květy hluboko postranní, často vznikající až pod úrovní půdy, asi 40 mm dlouhé; květní lůžko kulovité, až 5 mm široké, červenohnědé, s malým množstvím trojúhelníkovitých, 1 - 3 mm dlouhých, téměř černých šupin, delší bílou vlnou a ponejvíce několika žlutobílými vlasovými štětinami; květní trubka 15 - 25 mm dlouhá, na spodních 2 - 7 mm srostlá s čnělkou, nahoře až 15 mm široká, uvnitř bělavá, vně nazelenalá až červenohnědá, pokrytá jako květní lůžko, šupiny větší, zelené; okvětní lístky 15 - 22 mm dlouhé, 8 - 10 mm široké, kopisťovité, oranžově žluté, nahoru více rumělkové, vnější nahoře a vně s příměsí purpurové a vnějším olivově zbarveným proužkem; nitky žluté až světle purpurové, 10 - 15 mm dlouhé, horní 6 - 8 mm dlouhé, prašníky zlatožluté; čnělka světle zelená, blizna se 6 - 8 sevřenými, 3 - 5 mm dlouhými, žlutozelenými rameny ve výšce nejvyšších prašníků. Plod zploštěle kulovitý, 5 - 10 mm široký, purpurově načervenalý, dole také zelený, pokrytý jako květní lůžko. Semena protáhle kulovitá, 1,2 - 1,5 mm dlouhá a 1 - 1,2 mm široká, černohnědá, jemně zploštěle hrbolatá.

### Variety a formy
Variety ani formy nebyly popsány, ale mezi rostlinami existujícími ve sbírkách lze pozorovat určité rozdíly. Do jisté míry se projevuje vliv kultury, větší míra oslunění posiluje zastoupení fialových odstínů ve vybarvení pokožky a ovlivňuje rovněž vzhled a vybarvení trnů. Celkový vzhled také závisí na občasné tvorbě středových trnů. Jiné rozdíly ve sbírkách však mohou odpovídat i určitým odlišnostem mezi sběry přiřazenými k tomuto druhu. Kromě typového sběru, který byl podkladem k prvotnímu popisu R. friedrichiana, WR 646, byl stejným nálezcem jako R. friedrichiana (růžový květ) označen sběr WR 646a. Sběr FR 757a se stal roku 1977 podkladem pro prvotní popis druhu R. odontopetala, který autor roku 1980 přiřadil jako synonymum k R. friedrichiana. Nověji byly jako R. friedrichiana označeny také sběry LF 349 a SE 205.

### Výskyt a rozšíření
Všechny sběry spojované s druhem R. friedrichiana pocházely z Bolívie, z omezené oblasti v blízkosti La Cueva (departament Chuquisaca, provincie Sud Cinti), typový sběr WR 646 z nadmořské výšky 3500 m. Ve své práci roku 1980 F. Ritter uvádí, že rostliny totožné s jeho sběrem FR 757a rostou také u Culpina (Bolívie, departament Chuquisaca, provincie Sud Cinti), společně s R. albopectinata. Rovněž u sběru LF 349 bylo jako místo původu uvedeno La Cueva, u sběru SE 205 pak severně od Camargo (Bolívie, dep. Chuquisaca, prov. Nor Cinti).